# Благочиние (юриспруденция)
Благочиние — устаревший юридический термин, обозначавший в Российской империи законодательство о мерах для поддержания безопасности и порядка.
При составлении Свода законов Российской империи эта группа полицейских законов, нормировавших меры по обеспечению безопасности, составила 7-ю часть Свода, помещённую в XIII и XIV томах.

## История термина
Термин «благочиние» в смысле полицейского понятия был известен в России уже в XVII веке. Различные предписания, дававшиеся своеобразным полицейским органам и объезжим головам для оберегания города, были собраны в одно целое и изданы (тотчас после Уложения царя Алексея Михайловича в апреле 1649 года) под именем «Наказа о градском благочинии». Этот наказ определял порядок денных и ночных объездов в Москве для оберегания города от пожаров и всякого воровства; при объезжем голове состояли для объездов подьячий, пять решеточных приказчиков, обязанные расписать сторожей, повинных нести объездную службу от десяти дворов по человеку и назначать нужное число стрельцов для надзора за порядком (1-е П. С. З. 6).
Когда при Петре I вошёл в употребление термин «полиция», слово благочиние не исчезло: напротив, продолжало означать понятие всего полицейского.
«Учреждение губерний» Екатерины II (7 ноября 1775 г.) под полицией подразумевало: охрану благочиния, добронравия и порядка, наблюдение за исполнением предписанного в законе и приведение в исполнение решений высших присутственных мест. А изданный для руководства созданной «Учреждением губерний» уездной (Нижний земский суд) и городской полиции Устав был прямо назван Уставом благочиния, или полицейским.

### Устав благочиния
Первая часть его (издана 8 апреля 1872 г.) подробно определяла состав городской полиции и давала наказ для её деятельности. Остальные, предполагавшиеся части этого Устава изданы не были.
Относительно состава городской полиции в этом уставе стремились провести начало участия выборного общественного элемента на том же основании, как в учреждении губерний для земской полиции поставлено участие дворянства и отчасти сельских обывателей в заведовании земской полицией. Впрочем, для городов участие общественных сил в полицейском управлении было допущено в меньшем размере по сравнию с уездом.

### Полицейская управа, или Управа благочиния
В каждом городе по Уставу благочиния полицейское управление вверялось полицейской управе или Управе благочиния. Управа была составлена:
- в столицах — под председательством обер-полицмейстера из полицмейстера, приставов гражданских и уголовных дел и двух ратманов;
- в остальных городах председательство поручалось полицмейстеру или городничему.

Под ведением Управы благочиния непосредственное полицейское управление вверялось частным приставам, квартальным надзирателям с поручиками и полицейской страже. Учреждением Управы благочиния ведению городской полиции были поручены все дела исполнительной полиции, а именно: исполнение законов и решений присутственных мест, наблюдение за охранением благочиния, добронравия и порядка. Под этим разумелось: наблюдение за исполнением правил о торговле, законов о паспортах, исправном состоянии путей сообщений и мостовых, наблюдение за сохранением церковного благочиния, за дозволенными обществами, преследование тайных и незаконных обществ, преследование запрещённых игр, наблюдение за лотереями, общественными представлениями, предупреждение безнравственности.
Вместе с этими полицейскими Управе благочиния были предоставлены и некоторые судебные дела, а именно — гражданские, тяжебные до 20 рублей, а из уголовных — производство следствий по преступлениям и отправление суда по делам о краже и мошенничестве ниже 20 рублей.
Поручая такие важные и обширные дела Управе благочиния, императрица давала Управе наказ, в котором желала указать своим новым полицейским органам общие руководства, которых им должно было держаться, вторгаясь в общественные и частные отношения. Уставе рекомендовал три начала:
- правила добронравия, осуществление которых желательно в отношениях между людьми;
- правила общественных обязательств, указывавшие нравственные обязанности между супругами, родителями и детьми;
- качества, определенного к благочинию начальства и правила его должности (перечислялись необходимые для служащего условия и добродетели: здравый рассудок, добрая воля, честность, бескорыстие, правый и здравый суд всякому состоянию и т. п.).

Эти нравственные начала, выставлявшиеся как руководство полицейским органам при их сношениях с частными лицами, впоследствии, при составлении Свода законов, были внесены в Свод и разнесены по отдельным его частям в виде положительных законов. В Х томе, напр., между законами, определявшими права и обязанности супружества, были помещены слова Устава благочиния об отношениях мужа и жены. В III т. в законах, определявших обязанности служащих, были помещены из Устава благочиния указанные в нём качества служащих: здравый ум, добрая воля и пр.
Устав благочиния, давая полицейским властям обширные права по отношению к обывателям, между прочим, право лишения свободы, ареста, желал предупредить возможный произвол со стороны полицейских органов следующим постановлением: каждое утро частные пристава были обязаны представить Управе благочиния донесения о всех лицах, арестованных ночью, и Управа прежде других дел должна была принять решение об арестованных: не выходя из присутствия, освободить задержанных несправедливо или за маловажные проступки, а задержанных за проступки или преступления препроводить в суд.
Несмотря на некоторые весьма хорошие постановления, Устав благочиния в общем носил в себе начала, которые должны были породить при условиях того времени формализм и бесконечную переписку, отягощение граждан излишним вмешательством и злоупотреблениями. Кроме чисто полицейских постановлений, в Устав благочиния были помещены и уголовные. Именно, статья под заглавием запрещения вычисляет, какие деяния должны быть признаваемы наказуемыми (ст. 190—232). Большинство этих статей вошли впоследствии, при составлении Свода, в «Устав предупреждения и пресечения преступлений», помещённый в томе XIV.

## Последующая история Управ благочиния
Что касается Управ благочиния, то закрытые при императоре Павле I в столицах вследствие созданного им нового учреждения — городского правления, или ратгауза, Управы благочиния были восстановлены при императоре Александре I, но на различных в разных городах основаниях.
В Петербурге восстановленная Управа благочиния была отнесена вместе с обер-полицмейстером к общему полицейскому управлению (главное было вверено генерал-губернатору, а подчинено Управе — управление городских частей и кварталов). Затем Управа благочиния была разделена на 2 департамента, в каждом был особый председатель, и при Управе был поставлен товарищ губернского прокурора.
В Москве же восстановленная Управа благочиния под председательством обер-полицмейстера составлена была из полицмейстера, приставов гражданских и уголовных дел и двух ратманов.
В других городах Управ благочиния не восставливали, а ограничились менее сложным учреждением присутствия полиции. С введением судебных учреждений и с последовавшими затем реформами органов исполнительной полиции существование Управ благочиния признано излишним: в Петербурге она была закрыта в 1877 г.; московская Управа упразднена в 1881 году при введении нового положения о московской полиции 5 мая 1881 г.